# Palau Donà a Sant'Aponal
El Palau Donà a Sant'Aponal, sovint conegut com a Palau Donà o Palau Donà dalle Trezze, és un edifici situat a la ciutat de Venècia, al districte de San Polo. Té vistes sobre el Gran Canal entre el Palau Papadopoli i el Palau Donà della Madoneta.

## Història
El palau és un dels més antics de la ciutat: va ser fundat cap a mitjans del segle XIII. Se sap del cert que el 1314 era propietat de Michele Zancani, que la va descriure amb precisió en el seu testament i la va dividir entre quatre dels seus cinc fills.
Al segle XV el palau va ser completament renovat. Altres intervencions que es remunten al segle XVII van fer desaparèixer qualsevol referència a la forma original, mentre que l'alçat és sens dubte posterior.

## Descripció
L'edifici original era conegut per la seva extraordinària grandesa: la façana feia 21 metres de llargada mentre que el palau s'estenia cap a l'interior uns 60 metres. S'obria al Gran Canal amb nou imponents voltes, cinc de les quals s'utilitzaven com a magatzems i quatre per a guardar vins. Les façanes laterals també es caracteritzaven per voltes: el costat esquerre en tenia sis i el costat dret set, totes tancades.
Cada planta principal es caracteritzava per un important portell il·luminat per un gran finestral, avui reduït en ambdós casos a una simple finestra de cinc llums. El segon pis principal sembla més important que el primer: les ogives de la finestra polífora estan, de fet, decorades amb esplèndids capitells del segle XV, dos amb decoracions de cistells i dos d'estil corinti, amb quatre panells verticals, una pàtera i un important cordó superior en clar i excel·lent estil veneciano-romà d'Orient, esculpit amb motius florals, que ocupa tota l'amplada de la façana.

Detalls de la façana de l'edifici fotografiats per Paolo Monti el 1969
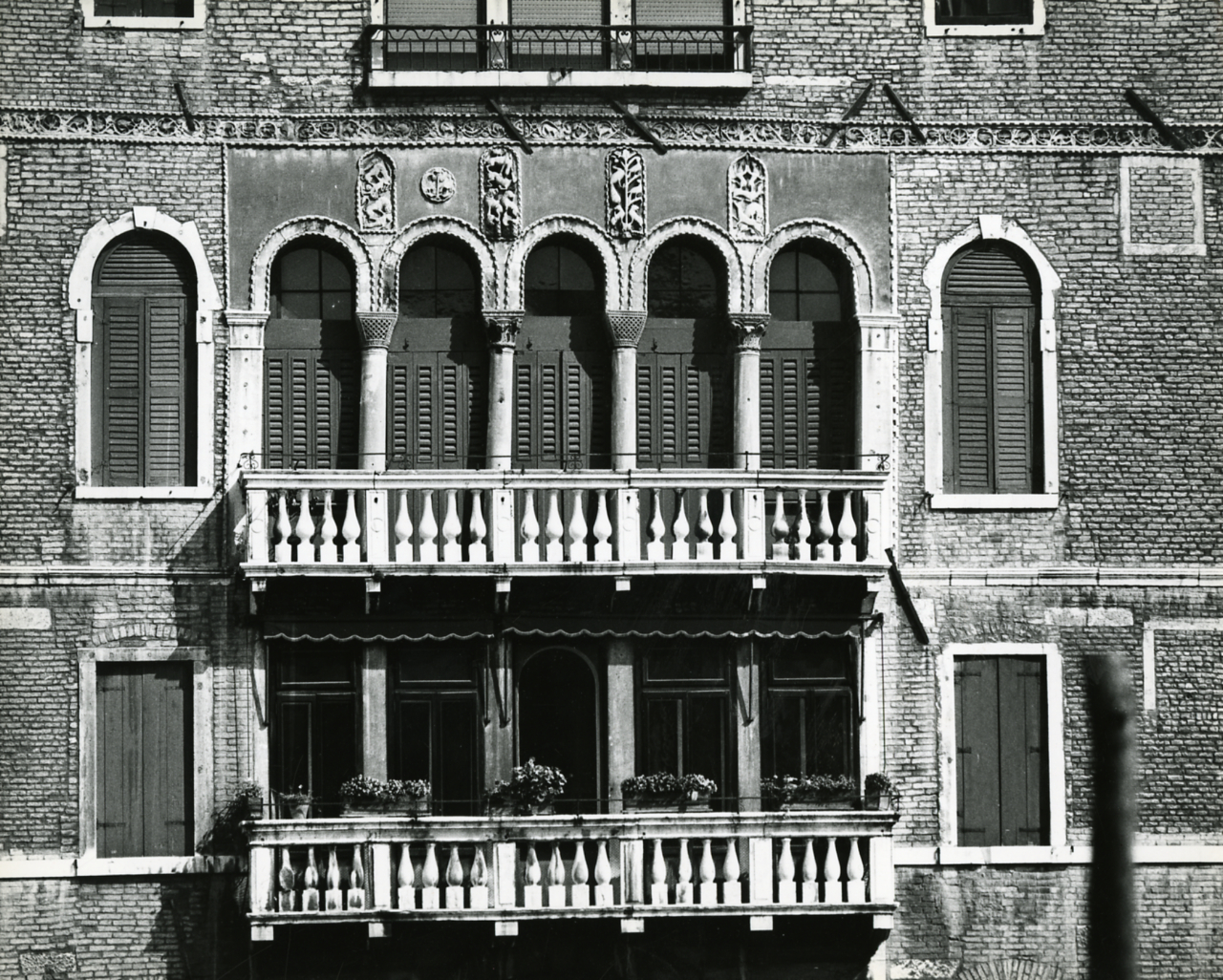
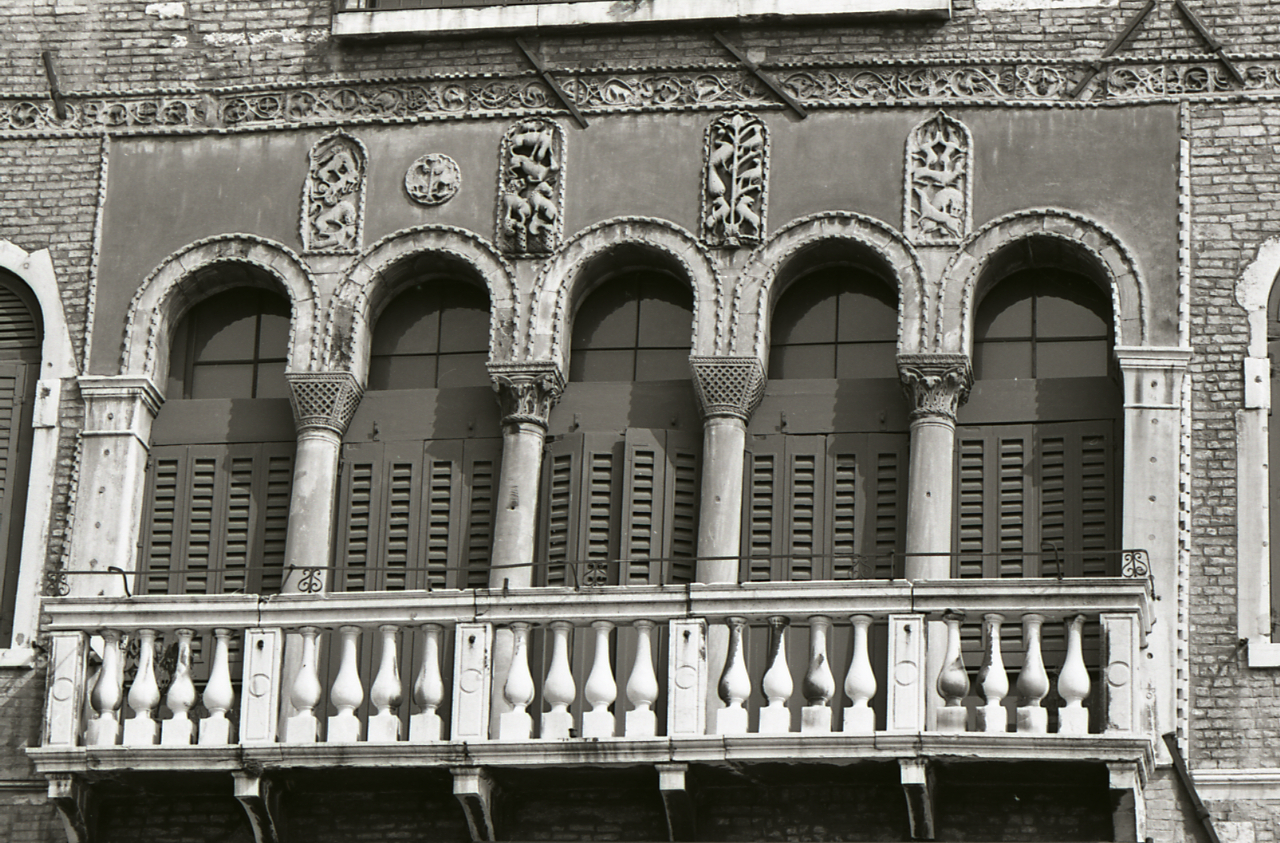